# Bärschwil
Bärschwil (gsw. Bäärschbu, Bäärschbel; hist. Bermeveiller) – miejscowość i gmina w Szwajcarii, w kantonie Solura, w jednostce administracyjnej (Amtei) Dorneck-Thierstein, w okręgu Thierstein. Leży nad rzeką Birs.

## Demografia
W Bärschwil mieszkają 792 osoby. W 2021 roku 9,3% populacji gminy stanowiły osoby urodzone poza Szwajcarią. 